# Statična veb stranica
Statična veb stranica (ponekad poznata i pod imenom  'flat' stranica/stacionarna stranica) je veb stranica koja se dostavlja korisniku tačno onako kako je sačuvana, za razliku od dinamičke veb stranice koja je generisana od strane veb aplikacije.

## Sadržaj i implementacija
Statična veb stranica prikazuje uvek iste, konzistentne informacije za sve korisnike, svaki put kada se učita. Kao veoma jednostavna stranica, njen sadržaj se korisniku prikazuje odmah i nema potrebe za obrađivanjem od strane servera. Statični vebsajt napisan je u HTML-u, jednom od jezika za obeležavanje, koji definiše strukturu i sadržaj veb stranice, dok se CSS koristi za definisanje stilova koji određuju izgled svakog od elemenata veb stranice, kao i način na koji će oni biti prikazani. 
Statične veb stranice su zasebni HTML dokumenti sačuvani kao datoteke u sistemu datoteka i koji su dostupni na veb serveru preko HTTP protokola (ipak veb-adrese koje se završavaju sa ".html" nisu uvek statične). Međutim, labava tumačenja ovog termina mogu da uključe i veb stranice koje su sačuvane u bazama podataka, a takođe da uključe i stranice koje su formatirane korisćenjem šablona i poslate preko aplikacionog servera, sve dok su te stranice nepromenljive i prikazane onako kako su u suštini i sačuvane.
Statične veb stranice su pogodne za sadržaje koji se nikada ne menjaju ili za one koji se retko menjaju. Međutim, održavanje velikog broja statičnih stranica kao fajlova može biti nepraktično bez alata za automatizaciju. Bilo kakva personalizacija ili interakcija mora da se radi na strani klijenta, što je restriktivno.

## Prednosti i mane

### Prednosti
- Brza i laka implementacija i dizajn
- Jeftino hostovanje
- Brže učitavanje
- Lako optimizovanje za pretraživače

### Mane
- Ažuriranje može da vrši samo stručno lice koje poseduje adekvatna znanja
- Sajt nije prilagođen korisnicima
- Sadržaj može postati zastareo

## Spoljašnje veze
- Razlike između statičkih i dinamičkih veb stranica
- World Wide Web Consortium (W3C)